# Xã Germantown, Quận Codington, South Dakota
Xã Germantown (tiếng Anh: Germantown Township) là một xã thuộc quận Codington, tiểu bang Nam Dakota, Hoa Kỳ. Năm 2010, dân số của xã này là 165 người.